# Камйонка-Стара
Камйонка-Стара (пол. Kamionka Stara) — село в Польщі, у гміні Барглув-Косьцельний Августівського повіту Підляського воєводства.
Населення — 225 осіб (2011).
У 1975-1998 роках село належало до Сувальського воєводства.

## Демографія
Демографічна структура станом на 31 березня 2011 року:
|          | Загалом | Допрацездатний вік | Працездатний вік | Постпрацездатний вік |
| -------- | ------- | ------------------ | ---------------- | -------------------- |
| Чоловіки | 110     | 23                 | 74               | 13                   |
| Жінки    | 115     | 26                 | 75               | 14                   |
| Разом    | 225     | 49                 | 149              | 27                   |